# 3ivx
3ivx (/ˈθrɪvɛks/) комплект видеокодеков, созданный 3ivx Technologies из Сиднея, Австралия, предназначенный для создания совместимых с MPEG-4 потоков данных. Спроектирован с уменьшенными потребностями в вычислительных мощностях, так как используется в основном во встраиваемых системах. Первая версия выпущена в 2001. Имеется плагин и фильтры для использования полученных потоков данных MPEG-4 в медиаконтейнерах Microsoft ASF и AVI, а также в Apple's QuickTime. В результате возможно создание элементарных MP4 потоков данных, равно как и использование аудио кодека AAC для создания звуковых дорожек. Видео, закодированное в H.264 (MPEG-4 Part 10) не поддерживается. Возможно использование только MPEG-4 Part 2.
Официальные декодеры и кодировщики доступны для Microsoft Windows, Mac OS и BeOS, существуют неподдерживаемые версии для  Amiga и Linux. FFmpeg также может декодировать видео, сжатое 3ivx.
Компания была отмечена сообществом за ее поддержку Haiku OS после выпуска порта кодека 3ivx. Майнтейнер порта 3ivx также предоставил утилиты для работы с QuickTime MOV и MPEG-4 для Haiku. По состоянию на 2005 она является единственной компанией, каким-либо образом поддерживающей Haiku.
30-дневная пробная версия 3ivx в ОС Microsoft Windows встраивается в медиаплееры QuickTime и iTunes. Удаление 3ivx не отменяет встраивания файла 3IVX.dll в случае, если медиаплееры были обновлены. Удаление и восстановление медиаплееров не решает проблему, так как Windows все равно пытается загрузить устаревший или удаленный 3IVX.dll. Таким образом, файлы .mp4 перестают воспроизводиться в QuickTime и iTunes, так как Windows не может найти отсутствующий 3IVX.dll. Установка 3ivx MPEG-4 5.0 или новее решает проблему (после возможно его безопасное удаление).
Программное обеспечение 3ivx также распространяется (в версиях для Mac OS X и Windows) с серией камкодеров Flip Video от Pure Digital.
3ivx также разработала HTTP Live Streaming Client SDK for Windows 8 and Windows 8 Phones для воспроизведения распространяющегося по HLS контента в Windows 8 Modern UI приложениях.

## Внешние ссылки
- 3ivx Official site
- 3ivx HLS Client SDK for Windows 8 and Windows Phone 8
- 3ivx HLS Adapter enables streaming to Windows 8 with current HLS streaming infrastructure
- Interview with Jan Devos at InternetVideoMag.com